# Regata
 Ovo je glavno značenje pojma Regata. Za druga značenja pogledajte Regata (razdvojba).
Regate su natjecanja u kojima se natječu jedriličari, a isti naziv se koristi i za natjecanje veslača. Regate mogu biti državne, u kojima se natječu klubovi te države i međunarodne, kod kojih se natječu najbolji veslači/jedriličari iz više država. Svaka država pomoću različitih testiranja bira veslače/jedriličare za međunarodne i svjetske regate.